# شرج بعسر (دوعن)
'

تعديل مصدري - تعديل

شرج بعسر هي إحدى قرى عزلة صيف بمديرية دوعن التابعة لمحافظة حضرموت، بلغ تعداد سكانها 44 نسمة حسب تعداد اليمن لعام 2004.